# Muntura Canon FD
La muntura Canon FD, introduïda el 1971, està dissenyada pel seu ús amb càmeres rèflex analògiques de 35mm, com la Canon F-1, la primera de la sèrie.
La muntura té un diàmetre de 48mm i una distància focal de brida de 42mm.
La muntura FD va substituir a la muntura FL.
Aquest tipus de muntura, que no disposa de contactes electrònics entre la càmera i l'objectiu, va ser substituït el 1987 per la muntura EF, en la qual la comunicació entre la càmera i l'objectiu es realitza de forma electrònica i es pot utilitzar enfocament automàtic. Encara que fins al 1992 es van seguir fabricant objectius compatibles amb la muntura FD.
El sistema Canon FD va gaudir d'una gran popularitat als anys 70 i 80, fent créixer una quota de mercat i equipant a més d'un milió d'usuaris. De fet, només les vendes de la Canon AE-1 van superar el milió d'unitats vengudes.
En els últims anys, aquests objectius han guanyat popularitat gràcies a la possibilitat d'usar-los en càmeres sense mirall d'objectius intercanviables a través de l'ús d'adaptadors. L'oportunitat d'adquirir objectius de bona qualitat òptica a preus relativament baixos resulta interessant per a aquelles aplicacions en les quals la falta d'enfocament automàtic no sigui un problema.

## Història

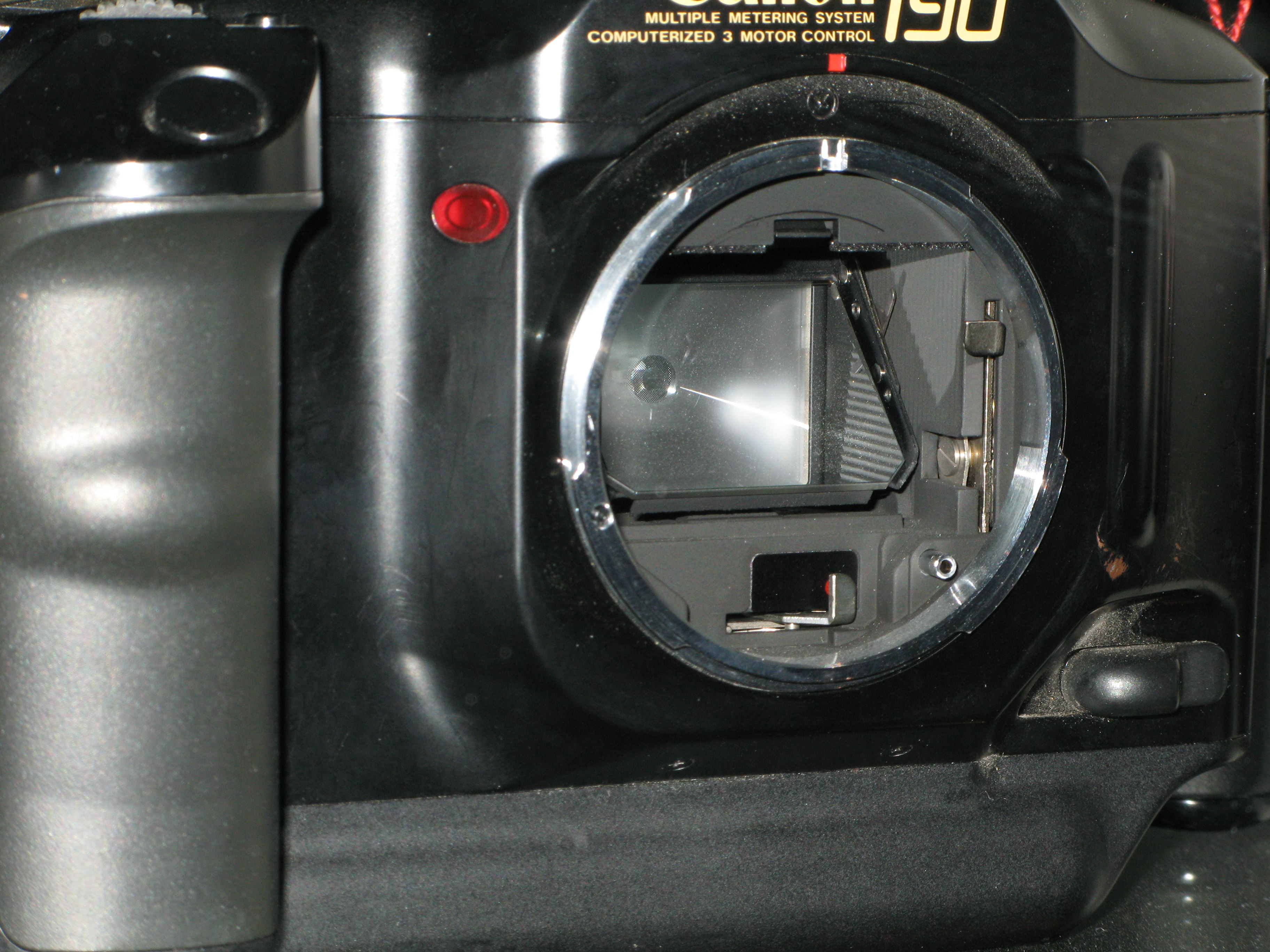
Muntura FD de la Canon T90.

En la primera versió d'aquesta muntura, una anella rotativa de color alumini, ubicada a la base de l'objectiu, fixava l'objectiu a la càmera en girar l'anella. Es va preferir la baioneta enfront d'aquest sistema per evitar les friccions entre la càmera i la muntura de l'objectiu, a més dels riscos d'abrasió que poden modificar la distància entre l'objectiu i la pel·lícula.
Igual que el seu predecessor FL, el sistema FD permetia la funció automàtica del diafragma, però a més, un nou pin admetia la mesura d'obertura. Un segon pin s'utilitzava per a la configuració automàtica del dial d'obertura, el qual va permetre l'exposició automàtica integral.
Així, a partir de les primeres lents FD produïdes a finals de 1970, totes les lents FD es podien usar en diversos modes d'exposició automàtica, tant el de prioritat a l'obertura, com el de prioritat al temps d'exposició.
Una segona versió de la muntura FD, coneguda com a "New FD" o FDn, va ser introduïda el 1976. El seu funcionament és més proper al de la muntura tipus baioneta, mantenint fixes les superfícies a fi de protegir del desgast.
A diferència d'altres objectius fabricats per Canon (com els objectius amb muntura FL o R), en els objectius FD la mesura de la llum es fa amb el diafragma obert al màxim. A més, l'enfocament es realitza de forma manual, menys pels tres objectius AC, destinats a la Canon T80.
Abans que la muntura FD fos obsoleta, Canon va construir quatre lents d'enfocament automàtic. D'aquests, només el FD 35-70mm f/4 AF era capaç d'enfocar automàticament amb totes les càmeres FD. Les altres, conegudes com a lents AC, oferien enfocament automàtic només amb la Canon T80.
El FD 35-70mm f/4 AF incorporava un sistema d'enfocament automàtic independent i es trobava entre les primeres lents de zoom amb enfocament automàtic del món. El sistema d'enfocament automàtic s'activava mitjançant un botó al costat de la lent i no implicava cap comunicació amb el cos de la càmera. Era raonablement precís amb motius quiets, però era molt lent per a ser una solució pràctica per a motius en moviment, com en fotografia esportiva.
Després es van fabricar tres lents AC, l'AC 50mm f/1.8, AC 35-70mm f/3.5-4.5 i AC 75-200mm f/4.5. Tots es van llançar l'abril de 1985 juntament amb la Canon T80, que va ser l'única càmera fabricada per aprofitar les capacitats AF de les lents AC. Les lents es comunicaven amb el T80 mitjançant una muntura FD modificada amb contactes elèctrics afegits. No tenien un anell d'obertura i, per tant, només es podien utilitzar en modes d'exposició automàtica. També es podia enfocar manualment amb les càmeres amb muntura FD. La sèrie AC finalment va ser una línia de producte sense gaire sortida el mercat i més amb el desenvoluoament de la sèrie EF. Llavors Canon en les seves tres noves càmeres FD (New F1, T90 i T60) no va incorporar la tecnologia d'enfocament automàtic.
L'última càmera en usar aquesta muntura va ser la Canon T60, llançada el 1990. Encara que fins al 1992 es van continuar fabricant objectius compatibles.

## Esquema de noms de les càmeres amb muntura FD
Les càmeres amb muntura FD es divideixen en les següents sèries:
- F: Models professionals equipats amb obturador mecànic (excepte la New F-1).
- Ftb, EF, TLb, TX: Models per amateurs avançats, amb moltes de les funcions de la sèrie F, exceptuant diverses parts intercanviables com el prisma, la pantalla d'enfocament i les unitats de motor.
- A: Models per amateurs, amb obturador electrònic
- T: Models més recents per amateurs, pensats per completar la sèrie de "point and shoot"

| Sèrie            | Model                    | Any  |
| ---------------- | ------------------------ | ---- |
| F                | Canon F-1                | 1971 |
| F                | Canon F-1 High Speed     | 1972 |
| F                | Canon F-1N               | 1976 |
| F                | Canon New F-1            | 1981 |
| F                | Canon New F-1 High Speed | 1984 |
| Ftb, EF, Tlb, TX | Canon Ftb                | 1971 |
| Ftb, EF, Tlb, TX | Canon Ftb-N              | 1973 |
| Ftb, EF, Tlb, TX | Canon EF                 | 1973 |
| Ftb, EF, Tlb, TX | Canon TLb                | 1974 |
| Ftb, EF, Tlb, TX | Canon TX                 | 1975 |
| A                | Canon AE-1               | 1976 |
| A                | Canon AT-1               | 1976 |
| A                | Canon A-1                | 1978 |
| A                | Canon AV-1               | 1979 |
| A                | Canon AE-1 Program       | 1981 |
| A                | Canon AL-1               | 1982 |
| T                | Canon T50                | 1983 |
| T                | Canon T70                | 1984 |
| T                | Canon T80                | 1985 |
| T                | Canon T90                | 1986 |
| T                | Canon T60                | 1990 |

## Sigles
Igual que tots els altres fabricants d'objectius, Nikon també usa un conjunt de sigles per a designar aspectes bàsics de cada objectiu:
- Aspherical: Objectiu que incorpora lents asfèriques[36]
- Fish-eye: Objectiu ull de peix
- Fluorite: Incorpora lents de fluorita que minimitzen les aberracions cromàtiques[37]
- L (Luxury): Objectiu de qualitat professional, amb millor construcció i lents millorades
- Macro: Objectiu macro
- SC (Multi-layer Spectra Coating): Revestiment spectra (ajuda a reduir els efectes fantasma)[38]
- SSC (Multi-layer Super Spectra Coating): Revestiment súper spectra (ajuda a reduir els efectes fantasma)[39]
- Soft focus: Objectiu amb control de l'efecte d'enfocament suau[40]
- TS (Tilt & Shift): Objectiu descentrable[41]

## Objectius

### Fixos FD[42]
| Distància focal | Obertura | Any  | Distància mínima d'enfoc | Diametre de filtre |
| --------------- | -------- | ---- | ------------------------ | ------------------ |
| 7.5mm           | 5.6      | 1971 | 0.30m                    | Incorporats        |
| 7.5mm           | 5.6      | 1973 | 0.30m                    | Incorporats        |
| 15mm            | 2.8      | 1973 | 0.30m                    | Incorporats        |
| 15mm            | 2.8      | 1980 | 0.20m                    | Incorporats        |
| 17mm            | 4.0      | 1971 | 0.25m                    | 72mm               |
| 17mm            | 4.0      | 1973 | 0.25m                    | 72mm               |
| 20mm            | 2.8      | 1973 | 0.25m                    | 72mm               |
| 24mm            | 2.8      | 1971 | 0.30m                    | 55mm               |
| 24mm            | 2.8      | 1973 | 0.30m                    | 55mm               |
| 24mm            | 1.4      | 1975 | 0.30m                    | 72mm               |
| 28mm            | 3.5      | 1971 | 0.40m                    | 55mm               |
| 28mm            | 3.5      | 1973 | 0.40m                    | 55mm               |
| 28mm            | 2.8      | 1975 | 0.30m                    | 55mm               |
| 28mm            | 2.0      | 1975 | 0.30m                    | 55mm               |
| 35mm            | 3.5      | 1971 | 0.40m                    | 55mm               |
| 35mm            | 3.5      | 1973 | 0.40m                    | 55mm               |
| 35mm            | 3.5      | 1975 | 0.40m                    | 55mm               |
| 35mm            | 3.5      | 1977 | 0.40m                    | 55mm               |
| 35mm            | 2.8      | 1973 | 0.30m                    | 58mm               |
| 35mm            | 2.0      | 1971 | 0.30m                    | 55mm               |
| 35mm            | 2.0      | 1973 | 0.30m                    | 55mm               |
| 35mm            | 2.0      | 1976 | 0.30m                    | 55mm               |
| 50mm            | 3.5      | 1973 | 0.23m                    | 55mm               |
| 50mm            | 1.8      | 1971 | 0.60m                    | 55mm               |
| 50mm            | 1.8      | 1973 | 0.60m                    | 55mm               |
| 50mm            | 1.8      | 1976 | 0.60m                    | 55mm               |
| 50mm            | 1.4      | 1971 | 0.45m                    | 55mm               |
| 50mm            | 1.4      | 1973 | 0.45m                    | 55mm               |
| 50mm            | 1.4      | 1973 | 0.45m                    | 55mm               |
| 55mm            | 1.2      | 1971 | 0.60m                    | 58mm               |
| 55mm            | 1.2      | 1973 | 0.60m                    | 58mm               |
| 55mm            | 1.2      | 1971 | 0.60m                    | 58mm               |
| 55mm            | 1.2      | 1973 | 0.60m                    | 58mm               |
| 55mm            | 1.2      | 1975 | 0.60m                    | 58mm               |
| 85mm            | 1.8      | 1974 | 0.90m                    | 55mm               |
| 85mm            | 1.2      | 1976 | 1.00m                    | 72mm               |
| 100mm           | 4.0      | 1975 | 0.45m                    | 55mm               |
| 100mm           | 2.8      | 1971 | 1.00m                    | 55mm               |
| 100mm           | 2.8      | 1973 | 1.00m                    | 55mm               |
| 135mm           | 3.5      | 1970 | 1.50m                    | 55mm               |
| 135mm           | 3.5      | 1973 | 1.50m                    | 55mm               |
| 135mm           | 3.5      | 1976 | 1.50m                    | 55mm               |
| 135mm           | 2.5      | 1971 | 1.50m                    | 58mm               |
| 135mm           | 2.5      | 1973 | 1.50m                    | 58mm               |
| 200mm           | 4.0      | 1971 | 2.50m                    | 55mm               |
| 200mm           | 4.0      | 1973 | 2.50m                    | 55mm               |
| 200mm           | 2.8      | 1975 | 1.80m                    | 72mm               |
| 300mm           | 5.6      | 1971 | 4.00m                    | 58mm               |
| 300mm           | 5.6      | 1973 | 4.00m                    | 58mm               |
| 300mm           | 5.6      | 1977 | 3.00m                    | 55mm               |
| 300mm           | 4.0      | 1978 | 3.00m                    | 34mm               |
| 300mm           | 4.0      | 1978 | 3.00m                    | 34mm               |
| 300mm           | 2.8      | 1975 | 3.50m                    | 34mm               |
| 400mm           | 4.5      | 1975 | 4.00m                    | 34mm               |
| 500mm           | 8.0      | 1978 | 4.00m                    | 34mm               |
| 500mm           | 4.5      | 1979 | 4.00m                    | 48mm               |
| 600mm           | 4.5      | 1976 | 8.00m                    | 48mm               |
| 800mm           | 5.6      | 1976 | 14.0m                    | 48mm               |
| 800mm           | 5.6      | 1979 | 14.0m                    | 48mm               |

### Fixos FDn
| Distància focal | Obertura | Any  | Distància mínima d'enfoc | Diametre de filtre  |
| --------------- | -------- | ---- | ------------------------ | ------------------- |
| 7.5mm           | 5.6      | 1979 | 0.35m                    | Incorporats         |
| 14mm            | 2.8      | 1982 | 0.25m                    | Filtres de gelatina |
| 17mm            | 4.0      | 1979 | 0.25m                    | 72mm                |
| 20mm            | 2.8      | 1979 | 0.25m                    | 72mm                |
| 24mm            | 2.8      | 1979 | 0.30m                    | 55mm                |
| 24mm            | 2.0      | 1979 | 0.30m                    | 52mm                |
| 24mm            | 1.4      | 1979 | 0.30m                    | 72mm                |
| 28mm            | 2.8      | 1979 | 0.30m                    | 52mm                |
| 28mm            | 2.0      | 1979 | 0.30m                    | 52mm                |
| 35mm            | 2.8      | -    | 0.30m                    | 58mm                |
| 35mm            | 2.8      | 1979 | 0.35m                    | 52mm                |
| 35mm            | 2.0      | 1979 | 0.30m                    | 52mm                |
| 50mm            | 3.5      | 1979 | 0.23m                    | 52mm                |
| 50mm            | 2.0      | 1980 | 0.60m                    | 52mm                |
| 50mm            | 1.8      | 1979 | 0.60m                    | 52mm                |
| 50mm            | 1.8      | 1985 | 0.50m                    | 52mm                |
| 50mm            | 1.4      | 1979 | 0.45m                    | 52mm                |
| 50mm            | 1.2      | 1980 | 0.50m                    | 52mm                |
| 50mm            | 1.2      | 1980 | 0.50m                    | 52mm                |
| 85mm            | 2.8      | 1983 | 0.80m                    | 58mm                |
| 85mm            | 1.8      | 1979 | 0.85m                    | 52mm                |
| 85mm            | 1.2      | 1980 | 0.90m                    | 72mm                |
| 100mm           | 4.0      | 1979 | 0.45m                    | 52mm                |
| 100mm           | 2.8      | 1979 | 1.00m                    | 52mm                |
| 100mm           | 2.0      | 1980 | 1.00m                    | 52mm                |
| 135mm           | 3.5      | 1979 | 1.30m                    | 52mm                |
| 135mm           | 2.8      | 1979 | 1.30m                    | 52mm                |
| 135mm           | 2.0      | 1980 | 1.30m                    | 72mm                |
| 200mm           | 4.0      | 1981 | 0.58m                    | 58mm                |
| 200mm           | 4.0      | 1979 | 1.50m                    | 52mm                |
| 200mm           | 2.8      | 1979 | 1.80m                    | 72mm                |
| 200mm           | 2.8      | 1982 | 1.50m                    | 72mm                |
| 200mm           | 1.8      | 1989 | 2.50m                    | 48mm                |
| 300mm           | 5.6      | 1979 | 3.00m                    | 58mm                |
| 300mm           | 4.0      | 1979 | 3.00m                    | 34mm                |
| 300mm           | 4.0      | 1980 | 3.00m                    | 34mm                |
| 300mm           | 2.8      | 1981 | 3.00m                    | 34mm                |
| 400mm           | 4.5      | 1981 | 4.00m                    | 34mm                |
| 400mm           | 2.8      | 1981 | 4.00m                    | 48mm                |
| 500mm           | 8.0      | 1980 | 4.00m                    | 34mm                |
| 500mm           | 4.5      | 1979 | 5.00m                    | 48mm                |
| 600mm           | 4.5      | 1981 | 8.00m                    | 48mm                |
| 800mm           | 5.6      | 1981 | 14.0m                    | 48mm                |

### Zoom FD
| Distància focal | Obertura | Any  | Distància mínima d'enfoc | Diametre de filtre |
| --------------- | -------- | ---- | ------------------------ | ------------------ |
| 24-35mm         | 3.5      | 1978 | 0.40m                    | 72mm               |
| 28-50mm         | 3.5      | 1976 | 1.00m                    | 58mm               |
| 35-70mm         | 2.8-3.5  | 1973 | 1.00m                    | 58mm               |
| 80-200mm        | 4.0      | 1976 | 1.00m                    | 55mm               |
| 85-300mm        | 4.5      | 1974 | 2.50m                    | Sèrie IX           |
| 100-200mm       | 5.6      | 1971 | 2.50m                    | 55mm               |
| 100-200mm       | 5.6      | 1973 | 2.50m                    | 55mm               |

### Zoom FDn
| Distància focal | Obertura | Any  | Distància mínima d'enfoc | Diametre de filtre |
| --------------- | -------- | ---- | ------------------------ | ------------------ |
| 20-35mm         | 3.5      | 1984 | 0.50m                    | 72mm               |
| 24-35mm         | 3.5      | 1979 | 0.40m                    | 72mm               |
| 28-50mm         | 3.5      | 1979 | 1.00m                    | 58mm               |
| 28-55mm         | 3.5-4.5  | 1983 | 0.40m                    | 52mm               |
| 28-85mm         | 4.0      | 1985 | 0.90m                    | 72mm               |
| 35-70mm         | 4.0      | 1979 | 0.50m                    | 52mm               |
| 35-70mm         | 4.0      | 1981 | 0.50m                    | 52mm               |
| 35-70mm         | 3.5-4.5  | 1983 | 0.50m                    | 52mm               |
| 35-70mm         | 3.5-4.5  | 1985 | 0.39m                    | 52mm               |
| 35-70mm         | 2.8-3.5  | 1979 | 1.00m                    | 58mm               |
| 35-105mm        | 3.5-4.5  | 1985 | 1.20m                    | 52mm               |
| 35-105mm        | 3.5      | 1981 | 1.50m                    | 72mm               |
| 50-135mm        | 3.5      | 1981 | 1.50m                    | 58mm               |
| 50-300mm        | 4.5      | 1982 | 2.50m                    | 34mm               |
| 70-150mm        | 4.5      | 1979 | 1.50m                    | 52mm               |
| 70-210mm        | 4.0      | 1980 | 1.20m                    | 58mm               |
| 75-200mm        | 4.5      | 1984 | 1.80m                    | 52mm               |
| 75-200mm        | 4.5      | 1985 | 1.80m                    | 58mm               |
| 80-200mm        | 4.0      | 1979 | 1.00m                    | 58mm               |
| 80-200mm        | 4.0      | 1985 | 1.20m                    | 58mm               |
| 85-300mm        | 4.5      | 1981 | 2.50m                    | Sèrie IX           |
| 100-200mm       | 5.6      | 1979 | 2.50m                    | 52mm               |
| 100-300mm       | 5.6      | 1980 | 2.00m                    | 58mm               |
| 100-300mm       | 5.6      | 1985 | 2.00m                    | 58mm               |
| 150-600mm       | 5.6      | 1982 | 3.00m                    | 34mm               |

### Extensors
En el catàleg de Canon hi ha diversos extensors de distància focal amb muntura FD:
- Canon Extender FD 1.4X-A: Es va presentar el 1981, aquest multiplica la focal de l'objectiu per 1,4, perdent a canvi un pas i mig de llum.[110]
- Canon Extender FD 2X, 2X-A i 2X-B: Es van presentar el 1975, el 1978 i el 1980 respectivament, aquests multipliquen la focal de l'objectiu per 2, perdent a canvi dos passos de llum.[111]

Els objectius amb muntura FL també es poden utilitzar en càmeres amb muntura FD.

## Terceres marques
En el seu moment, les següents marques van fabricar objectius amb muntura FD de Canon:
- Kiron
- Makinon
- Panagor
- Sigma
- Tokina
- Vivitar

## Compatibilitat amb altres marques
Actualment, existeixen anells adaptadors que permeten acoblar els objectius Canon FD sobre càmeres sense mirall amb muntura Sony E, com les de la sèrie NEX o Alpha.
Aquests anells adaptadors també existeixen per a càmeres amb muntura Fujifilm X. L'ús d'aquests anells fan perdre tot automatisme. Les càmeres Fujifilm poden ser utilitzades amb aquests objectius en mode de prioritat d'obertura o manual. Òbviament, l'enfocament ha de realitzar-se de forma manual, encara que aquestes càmeres disposen d'ajudes a l'enfocament.

## Galeria

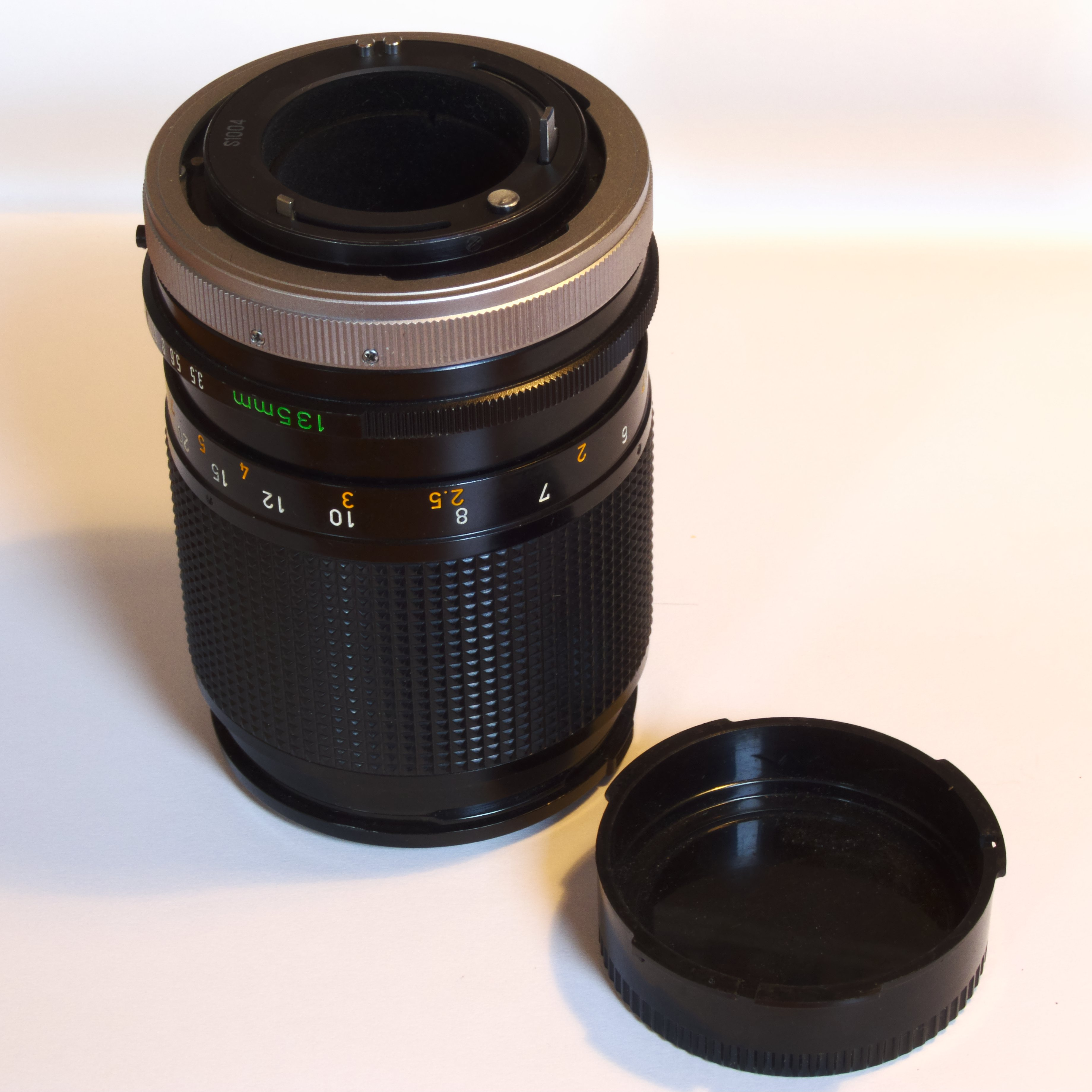
Muntura FD d'un Canon FD 135 f/3.5
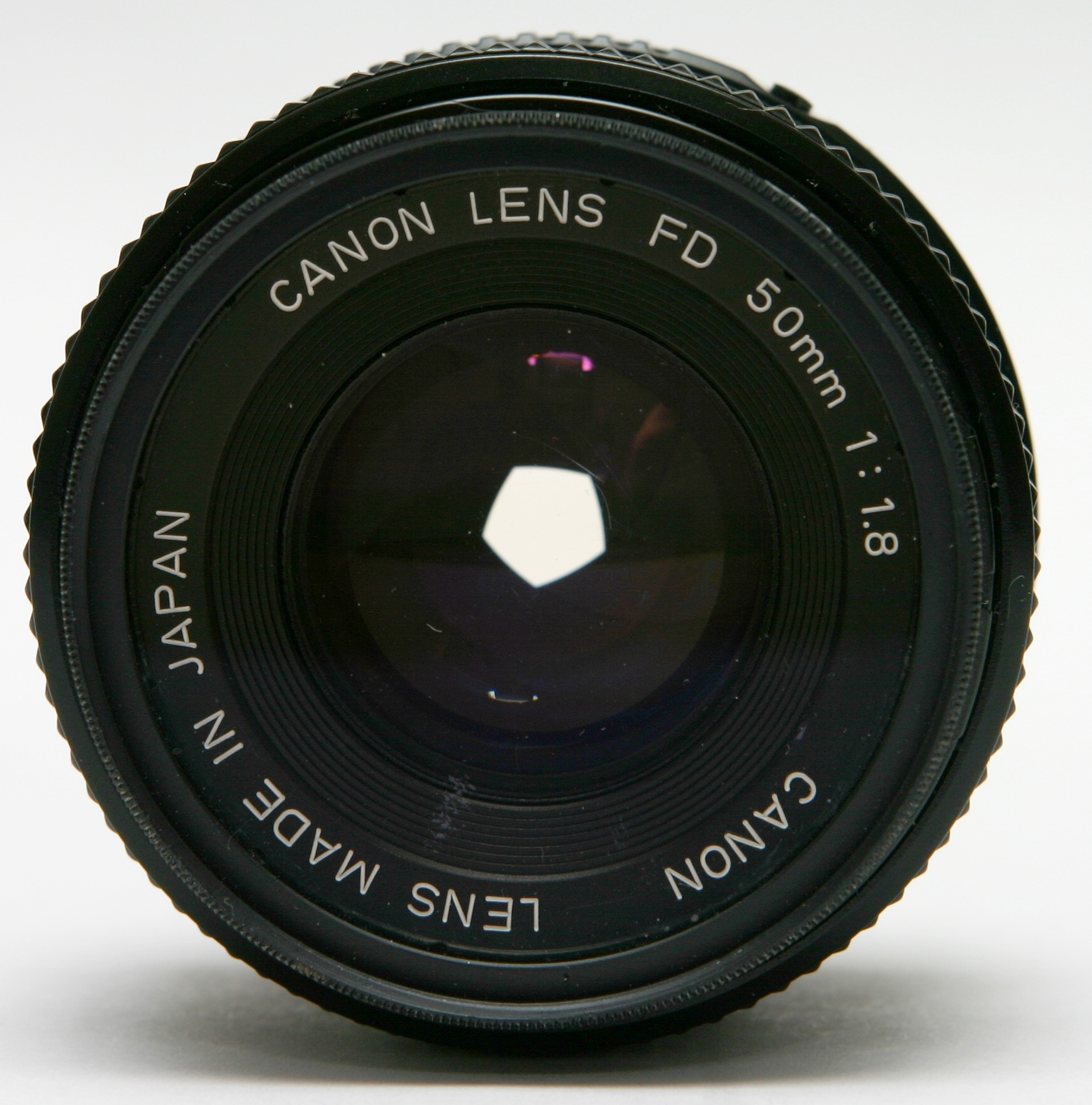
Objectiu Canon FD 50 mm f/1.8
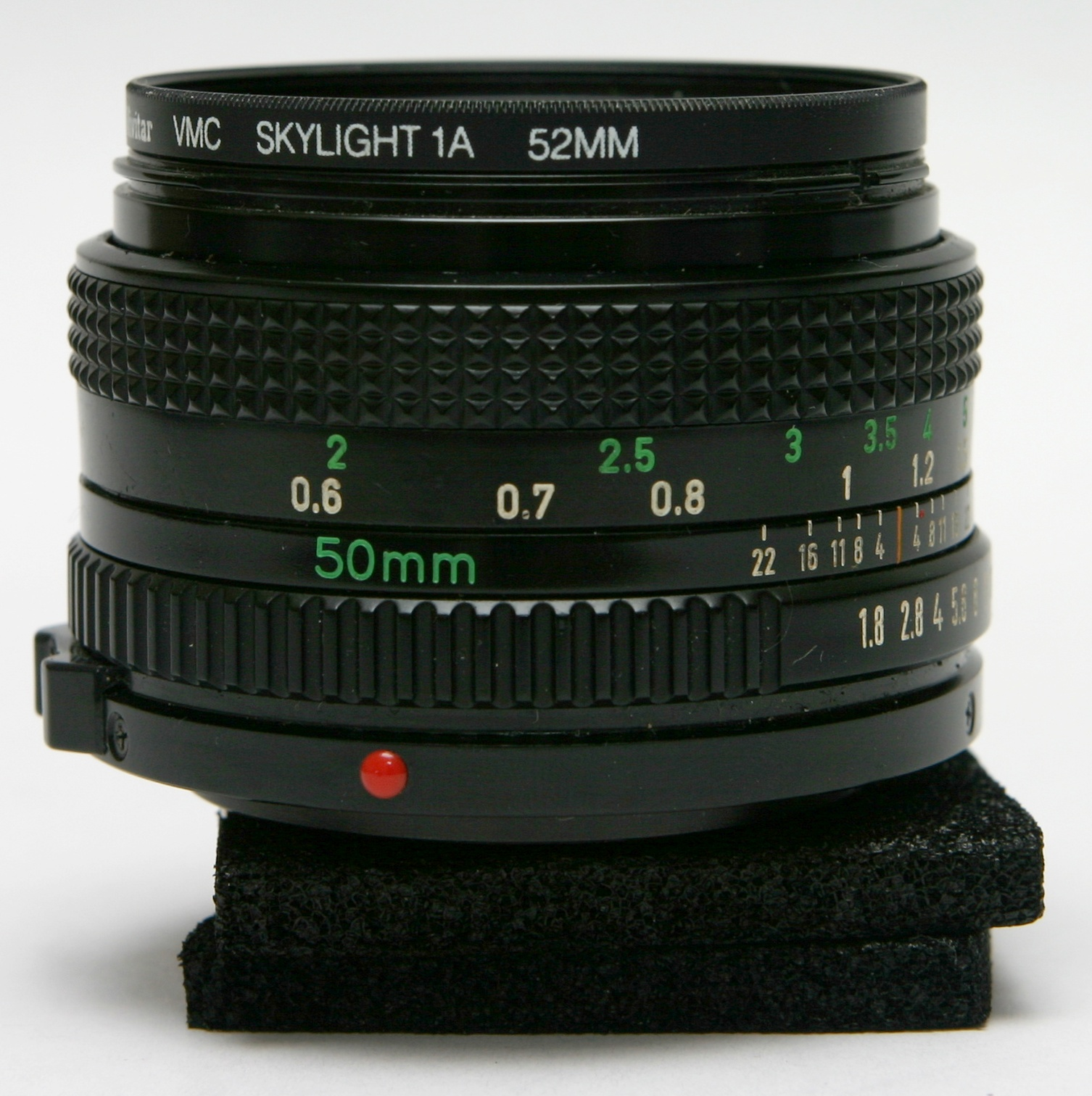
Objectiu Canon FD 50 mm f/1.8
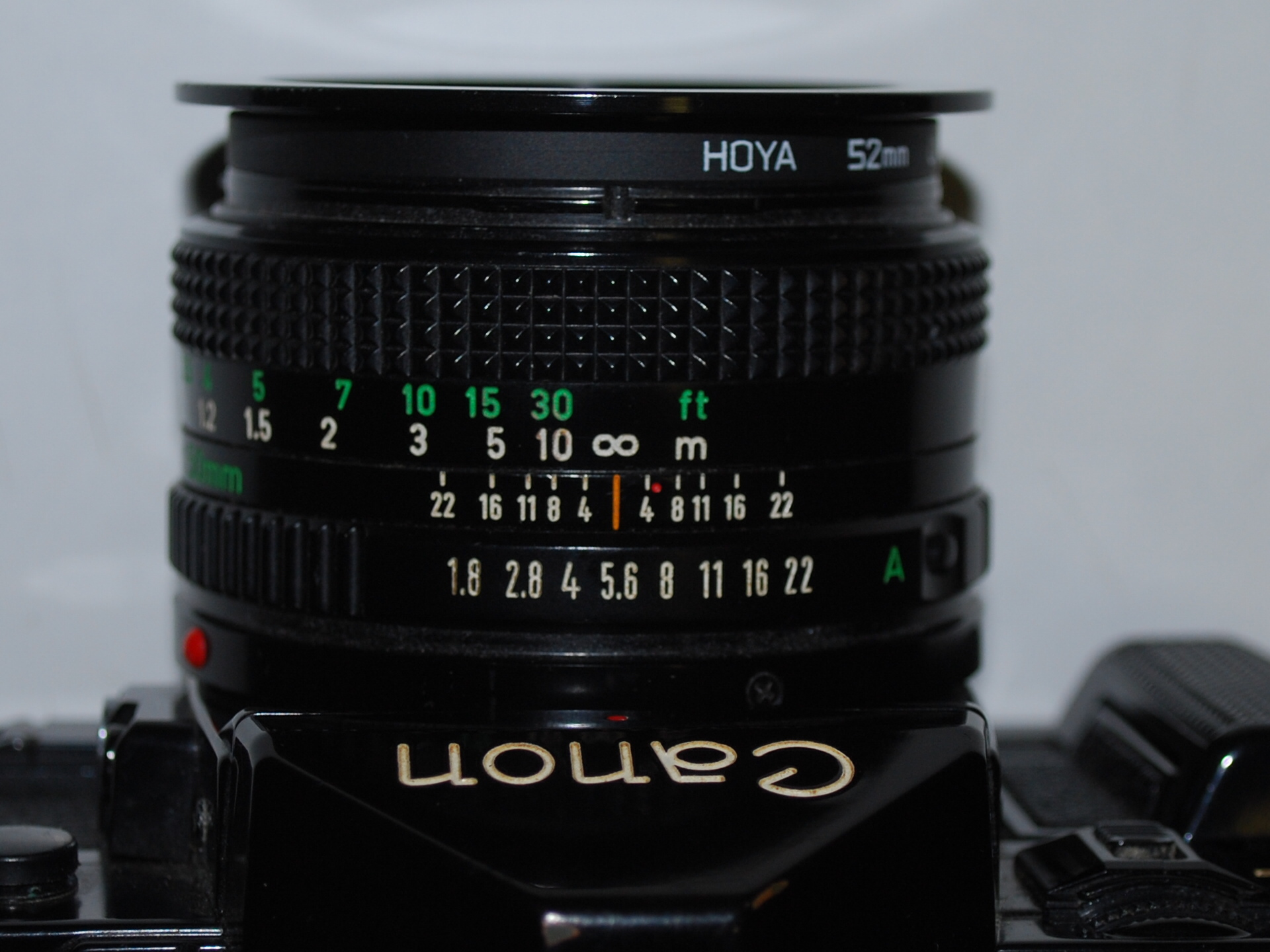
En mode manual, s'escull el valor d'obertura a través de l'anell de diafragma
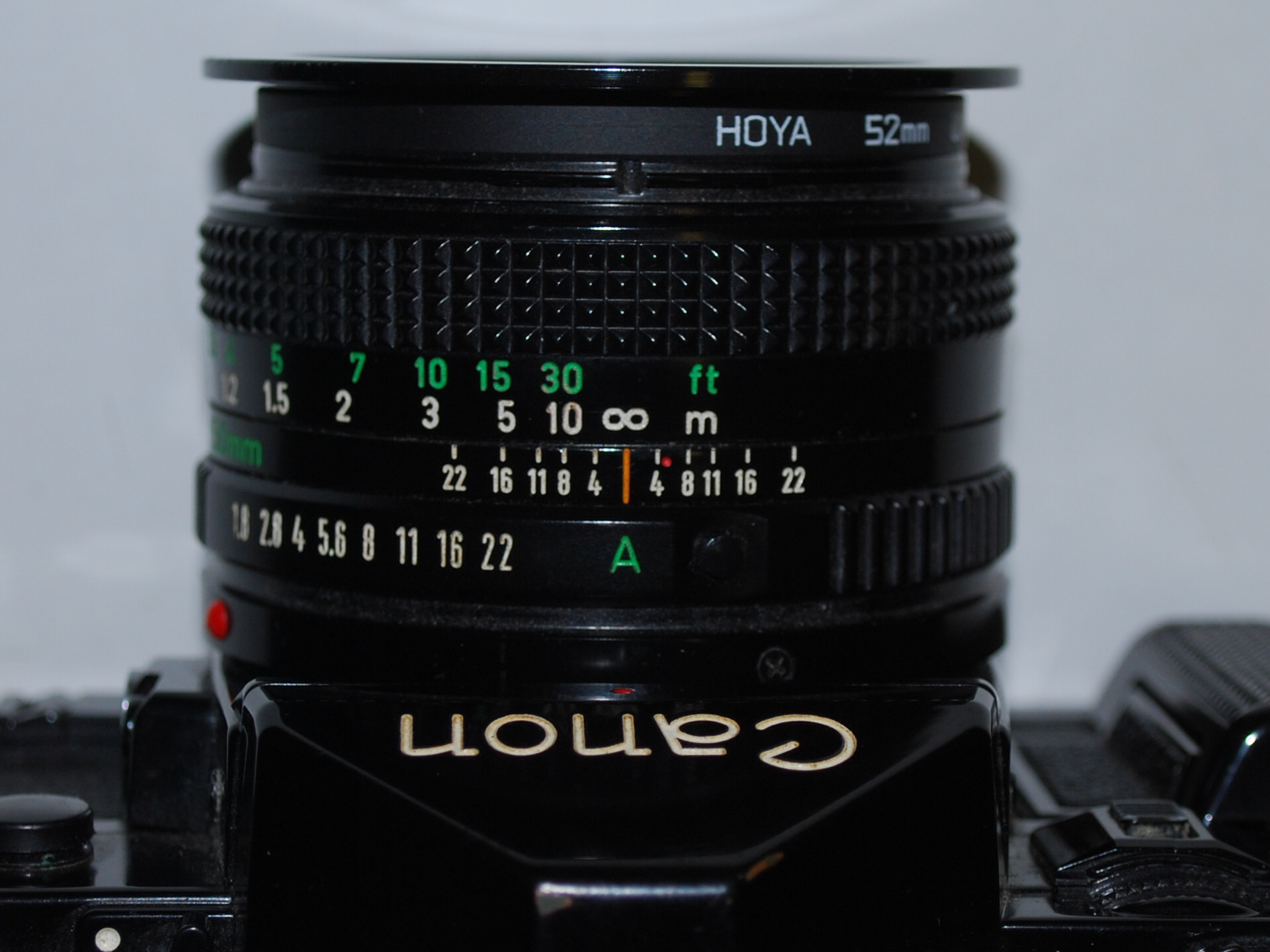
Per la resta de modes, l'anell del diafragma de l'objectiu ha d'estar a la "A"